# 오토 요아심 몰트케

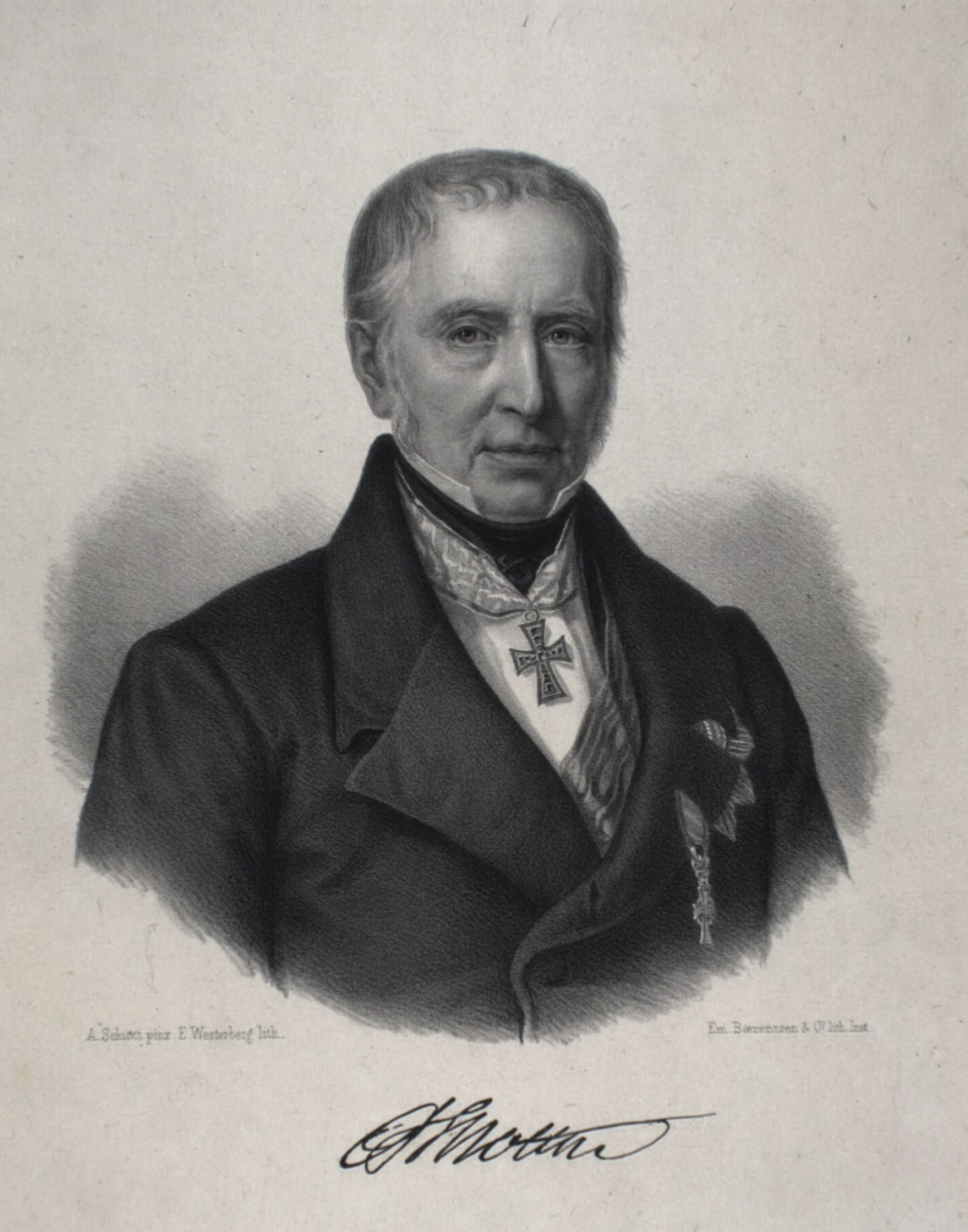
오토 요아심 몰트케

오토 요아심 그레베 몰트케 틸 스트리드펠드 오그 발켄도르프(덴마크어: Otto Joachim, greve Moltke til Stridfeld og Walkendorf, 1770년 6월 11일 ~ 1853년 2월 1일)는 덴마크의 정치인이다. 1824년부터 1842년까지 덴마크의 총리를 역임했다.